# Пучков, Владимир Андреевич
Влади́мир Андре́евич Пучко́в (род. 1 января 1959, Новинка, Волгоградская область, РСФСР, СССР) — российский государственный и военный деятель, министр по делам гражданской обороны, чрезвычайным ситуациям и ликвидации последствий стихийных бедствий c 21 мая 2012 года по 18 мая 2018 года. Генерал-лейтенант, кандидат технических наук. Лауреат премии Правительства Российской Федерации.

## Биография
В 1979 году окончил Тюменское высшее военно-инженерное командное училище, в 1988 — Военно-инженерную академию им. В. В. Куйбышева. В 1991 году окончил очную адъюнктуру этой академии (специальность по образованию — «командно-штабная гражданской обороны»). В 2000 году окончил Российскую академию государственной службы при Президенте Российской Федерации (специальность по образованию — «менеджер государственного и муниципального управления»).

## Служба
- В 1975—1979 годах — курсант Тюменского высшего военно-инженерного командного училища
- В 1979—1983 годах — служба в инженерных войсках (Дальневосточный военный округ)
- В 1983—1986 годах — старший офицер Штаба гражданской обороны (г. Кунгур, Пермская область)
- В 1986—1991 годах — слушатель, адъюнкт очной адъюнктуры Военно-инженерной академии им. В. В. Куйбышева
- В 1991—1994 годах — заместитель начальника курсов — старший преподаватель 369-х курсов гражданской обороны
- В 1994—1995 годах — начальник лаборатории, заместитель начальника отдела, начальник отдела войсковой части 52609
- В 1995—1997 годах — начальник научно-исследовательского управления Всероссийского научно-исследовательского института по проблемам гражданской обороны и чрезвычайным ситуациям
- В 1997—1999 годах — заместитель начальника Департамента мероприятий защиты населения и территорий Министерства Российской Федерации по делам гражданской обороны, чрезвычайным ситуациям и ликвидации последствий стихийных бедствий (МЧС России)
- В 1999—2003 годах — заместитель начальника Департамента гражданской защиты
- В 2003—2004 годах — начальник Департамента гражданской защиты
- В 2004—2006 годах — директор Департамента гражданской защиты МЧС России
- В 2006—2007 годах — начальник Северо-Западного регионального центра МЧС России
- С 21 июля 2007 года по 21 мая 2012 года — статс-секретарь — заместитель министра Российской Федерации по делам гражданской обороны, чрезвычайным ситуациям и ликвидации последствий стихийных бедствий[1][2], с 17 по 21 мая 2012 года — исполняющий обязанности министра.

## Глава МЧС и дальнейшая карьера
С 21 мая 2012 года по 7 мая 2018 года — министр Российской Федерации по делам гражданской обороны, чрезвычайным ситуациям и ликвидации последствий стихийных бедствий. с 7 по 18 мая 2018 года — снова исполняющий обязанности министра. Однако в окончательном составе нового правительства министром был назначен Евгений Зиничев. Политологи мотивировали уход Пучкова с поста главы МЧС пожаром в кемеровском ТРЦ «Зимняя вишня», где погибли 60 человек. События в Кузбассе вызвали критику президента Путина в адрес федеральных и региональных чиновников ведомства МЧС, отвечавших за пожарную безопасность на крупных социальных объектах; завершающий период деятельности Пучкова в МЧС газета «Коммерсантъ» характеризовала как проблемный.
С июля 2018 года Пучков стал руководителем предвыборного штаба врио губернатора Приморского края Андрея Тарасенко, который обещал Пучкову место в Совете Федерации РФ. Однако после поражения Тарасенко на выборах новый и. о. губернатора Приморья Олег Кожемяко отказался от выдвижения Пучкова в сенаторы по причине того, что мало знаком с ним, а сам Пучков в Приморском крае никогда не работал и не учился. По состоянию на 2018 год Пучков является военным пенсионером.
В сентябре 2018 года в ряде СМИ была опубликована информация о вызове Пучкова на допрос по делу в Следственный комитет России, однако Следком опроверг данную информацию, пояснив, что Пучков не допрашивался ни в качестве свидетеля, ни в каком-либо ином статусе.
В ноябре 2018 года публиковалась информация, что Пучков вернулся в МЧС РФ в качестве советника на общественных началах для «консультаций по вопросам управления».
В начале февраля 2019 года стало известно, что Пучков принят на работу в качестве советника президента Объединённой авиастроительной корпорации (ОАК) с конца 2018 года. Советы Пучкова носят рекомендательный характер. По утверждению источников газеты «Коммерсантъ», трудоустройством бывшего министра занимались в Администрации президента России, пытаясь компенсировать Пучкову последствия неудачного выдвижения в Совет Федерации от Приморья.

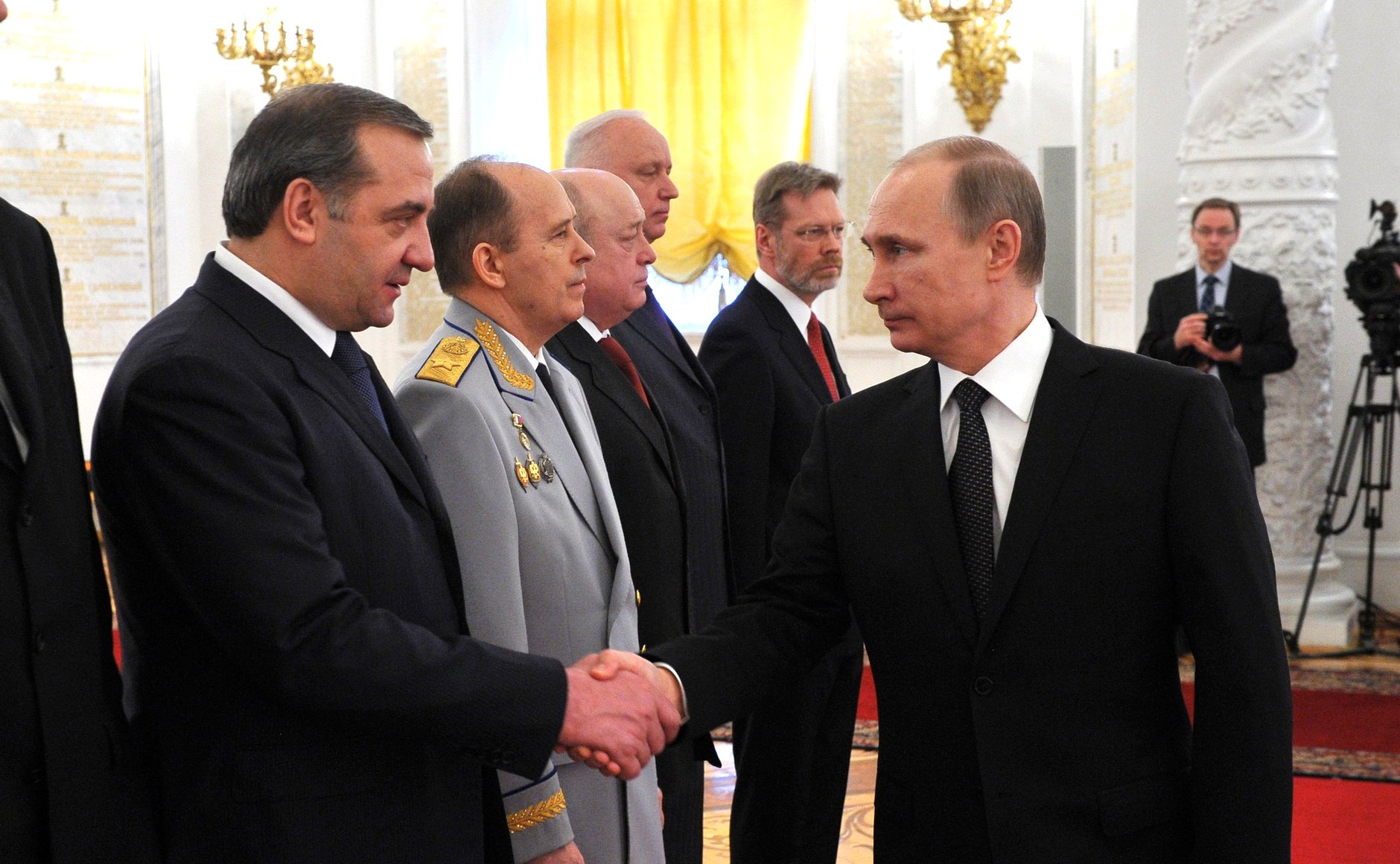
Владимир Пучков с Владимиром Путиным на встрече с офицерами и прокурорами, назначенными на вышестоящие должности, апрель 2015

## Критика
Критика со стороны Сергея Шойгу
Решения Пучкова в МЧС часто критиковал министр обороны РФ Сергей Шойгу; отношения Пучкова и Шойгу, возглавлявшего МЧС в 1991—2012 годах, газета «Коммерсантъ» характеризовала как «натянутые».
Предоставление атрибутики и привилегий МЧС чиновникам и коммерсантам
В фильме-расследовании Эдуарда Петрова, впервые показанном на телеканале Россия 24 1 декабря 2018 года, приводятся факты, что в бытность Пучкова главой МЧС распространилась незаконная практика массового предоставления цветографических схем аварийно-спасательных служб посторонним лицам. Борьба с фальшивыми мигалками, по данным газеты «Коммерсантъ», была инициирована Пучковым в апреле 2018 года, когда он поручил взять под жёсткий контроль порядок выдачи и распределения спецсигналов и цветографических схем. На машинах в аварийно-спасательной окраске по дорогам России стали с приоритетом в движении разъезжать сторонние чиновники, коммерсанты, авантюристы и прочие сомнительные лица. Объясняя своё поведение, самозваные «спасатели» сообщили прессе, что приобретали права на использование цветографических схем в самом ведомстве.
Реорганизация МЧС
В телевизионной программе Никиты Михалкова «Бесогон ТВ» (№ 119) деятельность Пучкова на посту главы МЧС подвергнута критике, рассказано о проведённом под руководством министра резком сокращении личного состава, увольнении наиболее квалифицированных кадров, о нецелевом расходовании бюджетных средств, развале технического обеспечения работы ведомства. Пресс-секретарь президента РФ Дмитрий Песков, комментируя критику Михалкова, отметил, что материалы не во всём сходятся с информацией самих ведомств. Он также напомнил, что сотрудники МЧС ежедневно спасают жизни множества людей: «Говорить, что всё развалено, было бы неправильно».
После ухода Пучкова из МЧС России политика реорганизации и перехода с четырёхуровневой на трёхуровневую систему управления была сохранена. Возглавляя МЧС, Пучков в 2016 году подписал приказ о реорганизации региональных центров. Закрытие региональных центров проводилось для экономии средств и перераспределения их в пользу региональных областных подразделений. Реорганизация началась 1 января 2017 года. Были упразднены Приволжский, Северо-Кавказский, Уральский и Дальневосточный региональные центры МЧС. Функции упразднённых центров МЧС были переданы четырем оставшимся региональным центрам — Центральному, Южному, Сибирскому и Северо-Западному. В 2018 году реорганизация была окончена и МЧС России упразднило все свои региональные центры.

## Семья
Женат. Имеет троих сыновей и дочь.

## Чины и звания
Воинское звание
- генерал-лейтенант запаса[11]

Классные чины
- Действительный государственный советник Российской Федерации 1 класса (23 мая 2010 года)[12]
- Действительный государственный советник Российской Федерации 2 класса (5 апреля 2009 года)[13]
- Действительный государственный советник Российской Федерации 3 класса (13 декабря 2007 года)[14].

## Награды
- Орден Александра Невского[15]
- Орден Мужества
- Орден Дружбы
- Орден «За личное мужество»,
- Медаль ордена «За заслуги перед Отечеством» II степени,
- Юбилейными и ведомственными наградами, в том числе медалями МЧС «За отличие в военной службе», «За безупречную службу», медалью «200 лет Министерству обороны»,
- Орден «За заслуги перед Алтайским краем» I степени (22 июня 2014) — за большой личный вклад в оказание помощи Алтайскому краю в ликвидации последствий крупномасштабного паводка
- Медаль «Слава Адыгеи» (4 марта 2016) — за особые заслуги перед Республикой Адыгея и многолетний труд
- Орден Дружбы (12 марта 2016, Армения) — за значительный вклад в углубление сотрудничества спасательных служб Республики Армения и Российской Федерации, укрепление и развитие армяно-российских дружественных связей[16]
- Юбилейная медаль «20 лет Комитету по чрезвычайным ситуациям Министерства внутренних дел Республики Казахстан» (Республика Казахстан)
- Почётный сотрудник Следственного комитета Российской Федерации (2016)[17]
- Почётный доктор Академии Государственной противопожарной службы МЧС России[18].
- Медаль Республики Крым «За доблестный труд» (2015)[19]
- Вифлеемская звезда (Императорское православное палестинское общество, 2013)[20].

Премии
- Премия Правительства Российской Федерации в области образования (2011)